# Vjenceslav Turković
Vjenceslav Turković (negdje Vencel i Vinko; Kraljevica, 28. rujna 1826. – Karlovac, 30. travnja 1902.), bio je hrvatski gospodarstvenik, brodovlasnik i trgovac.

## Životopis
Turković je iz Kraljevice 1842. godine prešao u Karlovac kod starijeg brata Ivana. Kod njega je stekao vrijedno trgovačko iskustvo što mu je omogućilo da se samostalno počne baviti trgovinom hrastovim dužicama i žitom. U tom poslu bio je vrlo uspješan. U vrijeme revolucionarnih previranja 1848. godine najveća tvrtka za trgovinu drvom, od Lorenza Ciotta iz Rijeke, predala mu je kompletnu manipulaciju robom u Karlovcu. Godine 1858. je s Franjom Türkom osnovao poduzeće Turković-Türk, koje je bilo vodeće u trgovini drvom u Hrvatskoj, a djelovalo do 1886. godine. Karlovac je bio u to vrijeme središte trgovine drvom.
Turković je aktivno uključen u društveni i politički život u Karlovcu. Njegova kuća bila je okupljalište mnogih gradskih intelektualaca i uglednika pa i sami biskup Josip Juraj Strossmayer kao i Franjo Rački. Često je u svojoj kući priređivao koncerte i zabave. Djelovao je kao član mnogih gradskih društava, a 1864. godine izabran je za predsjednika Ilirske čitaonice. Izabran je za narodnog zastupnika grada Karlovca u Hrvatskom saboru 1865. godine. U Saboru je bio do 1871. godine.
Turković je unaprijedio naslijeđeno brodogradilište u Kraljevici, u kojem je pokrenuo gradnju velikih jedrenjaka 1868. godine. Brodograditelj Vatroslav Arčanin za njega izgradio pet velikih jedrenjaka: Grad Karlovac (1868.), Josip Juraj Strossmayer (1869.), Kraljevica (1870.), Tri brata (1871.) i Tri sina (1875.). Jedrenjak Tri sina bio je nosivosti 1200 tona, Kraljevica oko 838 t, a Tri brata oko 535 t. Jedrenjaci su plovili po cijelom svijetu, a njima su zapovijedali i upravljali domaći pomorski kapetani.

### Kutjevačko dobro
Godine 1882. na dražbi koju je raspisala Zemaljska vlada, kupljeno je Kutjevačko dobro uključujući i Dvorac Kutjevo. Na dražbu su pristigle tri ponude, a najveća ponuda dolazila je od kompanije Turković-Türk u iznosu od 1.350.000 forinti. Kupoprodajni ugovor je potpisan 10. srpnja 1882. godine, a potpisnici su bili Turković i Franjo Türk kao kupci. Ukupna površina poduzeća iznosi 14.549 hektara, pri čemu je 11.967 hektara bilo pod šumom što je bio glavni razlog kupovine imanja, jer se poduzeće Turković-Türk bavilo trgovinom drva. Preostali dio zemljišta je bilo gospodarsko.
Tijekom šezdeset i tri godine Turković te njegovi sinovi i unuci podigli su Kutjevačko dobro i doveli ga do najvećega procvata. Kutjevo postaje poznato u vinogradarskim i vinarskim krugovima u svijetu. Podižu velike vinograde i voćnjake (plantaža Draganlug tada najveća u Europi), dovode stručnu radnu snagu i unapređuju uzgoj vinove loze i podrumarstvo te mijenjaju navike i praksu lokalnoga stanovništva.

## Brak i potomstvo
Turkovićeva supruga zvala se Ivana (Johanna), rođena Amšel. Imali su petero djece, kćeri Ljuboslavu (rođenu 1852.) i Jelku (rođenu 1859.) i te sinove Petra Dragana (rođenog 1855.) i Milana (rođenog 1857.) i Ivana. Sinovi Petar Dragan i Milana su 1911. godine od austrijskog cara Franje Josipa dobili barunat s pridjevom Kutjevski. Sinovi Petra Dragana Vladimir i Davorin su se oženili kćerkama Josipa Gorupa pl. Slavinjskog. Sin Milan je oženio kćerku baruna Jovana Živkovića Fruškogorskog, dugogodišnjega podbana i jednoga od autora Hrvatsko-ugarske nagodbe.